# Корнилов, Павел Вячеславович
Павел Вячеславович Корнилов (род. 30 сентября 1980, Казань) — российский хоккеист, нападающий. Мастер спорта России. Тренер.

## Биография
Воспитанник казанского хоккея. В сезоне 1996/97 дебютировал в составе «Ак Барса-2», проведя два матча. В сезоне 1999/2000 в Суперлиге сыграл 11 матчей за «Ак Барс», ставший серебряным призёром, и три — за «Нефтехимик»; играл также в лениногорском «Нефтянике», за который провёл и следующий сезон. Выступал за «Дизелист» Пенза (2001/02), «Энергию» Кемерово (2001/02 — 2004/05), «Нефтяник» Альметьевск (2005/06, 2010/11 — 2014/15), «Ижсталь» Ижевск (2006/07 — 2009/10).
Окончил Камский государственный институт физической культуры. С 2015 года — тренер в школе «Ак Барса». В сезонах 2020/21 — 2021/22, с 2024/25 — главный тренер команды «Ак Барса» в ЮХЛ. В сезонах 2022/23 — 2023/24 (до 7 ноября) — тренер «Ирбиса» в МХЛ.